# Lophotavia incivilis
Lophotavia incivilis là một loài bướm đêm trong họ Noctuidae.